# Åkvandaren
Åkvandaren är en sjö i Härjedalens kommun i Härjedalen och ingår i Dalälvens huvudavrinningsområde. Sjön har en area på 0,668 kvadratkilometer och ligger 572,1 meter över havet.

## Delavrinningsområde
Åkvandaren ingår i det delavrinningsområde (684102-138942) som SMHI kallar för Utloppet av Åkvandaren. Medelhöjden är 666 meter över havet och ytan är 13,26 kvadratkilometer. Räknas de 6 avrinningsområdena uppströms in blir den ackumulerade arean 86,19 kvadratkilometer. Rotnen som avvattnar avrinningsområdet har biflödesordning 2, vilket innebär att vattnet flödar genom totalt 2 vattendrag innan det når havet efter 416 kilometer. Avrinningsområdet består mestadels av skog (81 procent). Avrinningsområdet har 0,67 kvadratkilometer vattenytor vilket ger det en sjöprocent på 5 procent.